# CP série 5600
La série 5600 est une série de locomotives électriques des chemins de fer portugais.